# ヨハン・ヘルベック
ヨハン・ヘルベック（Johann Herbeck , 1831年12月25日 - 1877年10月28日）は、ウィーンに生まれ、同地に没したオーストリアの指揮者、作曲家。

## 略歴

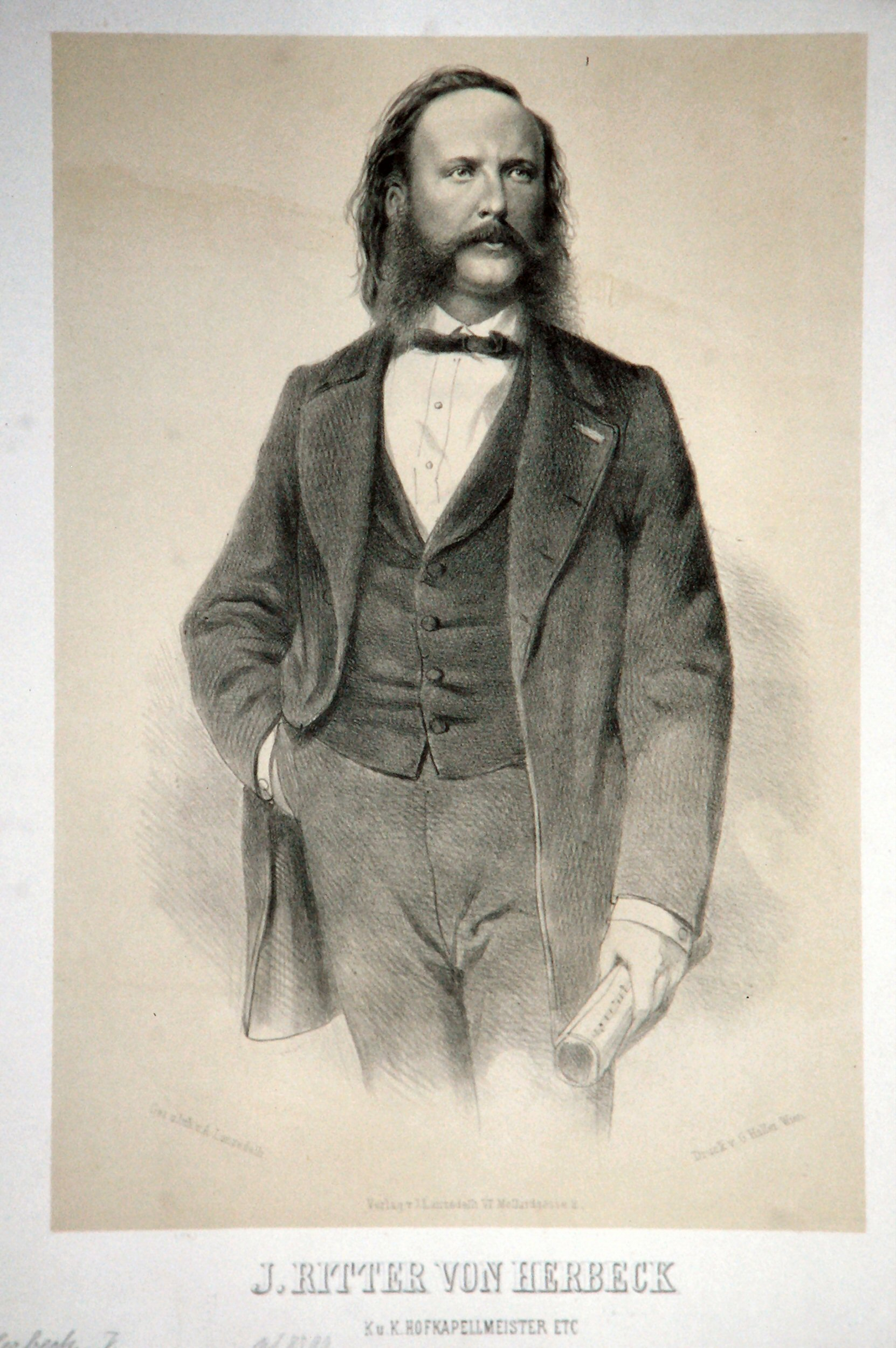
ヨハン・ヘルベック

ボヘミア出身の仕立て屋夫婦のもとに生まれる。はじめ、ウィーン大学で哲学と法学を学ぶが、まもなく音楽家に転身。ほぼ独学で音楽を修めた。いくつかの合唱隊で指揮をとり、ウィーン音楽院教授、ウィーン楽友協会指揮者を経て、ウィーン宮廷歌劇場総監督に就任する。ヘルベックの特筆すべき功績は、散逸していたシューベルトの交響曲第7番の自筆譜を40数年ぶりに、かつてのシューベルトの親しい友人の一人でもあったアンセルム・ヒュッテンブレンナーの家で発見し歴史的にウイーン初演したことだろう（1865年12月）。その他にもブラームスの《ドイツ・レクイエム》の一部初演、ワーグナーの『ニュルンベルクのマイスタージンガー』ウィーン初演を成功させ、ウィーン楽壇の寵児となる。ヘルベックはまたブルックナーの熱烈な支持者としてその作品を積極的に紹介し、ベルリオーズはヘルベックを"最上級の指揮者"と讃えた。ブルックナーの交響曲第3番、自作の交響曲第4番『オルガン』の初演に立ち会うことなく、肺炎により他界。死後オーストリア王室より勲三等に叙されるとともに騎士爵を追贈され、「ヨハン・リッター・フォン・ヘルベック 」となった。

## 作品
- 交響曲第4番『オルガン』
- 交響的変奏曲